# Källkodsdeponering
Källkodsdeponering (eng source code escrow) innebär att ett företag deponerar källkoden till sina datorsystem hos en annan aktör, för att gardera sig för förlust eller i samband med inköpt programvara att vara oberoende av leverantören vid problem hos denne.

## För öppen källkod
Exempel på källkodsdeponering (engelska source code respository eller software hosting facility) avsedd för öppen källkod är Google Code, Sourceforge, Github och GNU Savannah. Dessa webbplatser tillhandahåller ofta även diskussionsforum, lagringsplats för kompillerade filer, versionshanteringssystem, med mera. 

## För sluten källkod
Den som beställer utveckling av datorprogram med sluten källkod riskerar att leverantören kan gå i konkurs eller av andra skäl inte uppdaterar, felrättar eller utvecklar programmet längre. Om källkoden och den tekniska dokumentationen har deponerats hos en oberoende tredje part kan användaren få tillgång till materialet när sådana problem uppstår. På så vis kan källkoden hållas hemlig samtidigt som användaren kan garanteras en rätt att få tillgång till koden om leverantören inte uppfyller sina avtalade förpliktelser.
Källkodsdeposition finns angivet i den svenska och internationella standarden för informationssäkerhet.
Den oberoende tredje parten kan även sköta bevakning av att depositionen hålls uppdaterad och att det deponerade materialet verifieras (kontrolleras) i samband med depositionen så att det inte visar sig att materialet inte är användbart när det lämnas ut. Många depositioner är emellertid passivt deponerade i ett bankfack eller hos en advokat vilket medför en skenbar säkerhet. Verifieringsprocessen kan ske på olika nivåer enligt etablerad branschpraxis.